# David Kenyon Webster
David Kenyon Webster (1922. június 2. – 1961. szeptember 9.) amerikai katona, újságíró és író. A második világháború alatt az Easy század 2. zászlóaljánál, az 506. ejtőernyős gyalogezrednél a 101. légideszant hadosztály közlegénye volt. Webstert Eion Bailey alakította az HBO Band of Brothers minisorozatában.

## Élete a háború előtt
Webster New Yorkban született. Angol és skót származású. Tanulmányait a Connecticut állambeli Watertown-i The Taft Schoolban végezte, majd beiratkozott angol irodalom szakra a Harvard Egyetemre. 1942-ben önkéntesként jelentkezett az ejtőernyősök közé, mielőtt befejezte diplomáját.

## A világháborúban
Webster a 2. zászlóalj Fox század tagja volt a Camp Toccoai kiképzése alatt. Webster is azon emberek közé tartozott, akik a D napon ejtőernyősként ugrottak Franciaországban. Majd áthelyezést kért az Easy századhoz, ahol 1945-ös leszerelésééig szolgált.
A D napon Webster szinte egyedül ért földet a Utah Beach mögötti mezőkön. Néhány nappal később megsebesült. Felépülése után néhány hónappal később a Market Garden hadművelet során ismét használta az ejtőernyőjét, ugyanis Hollandiába ugrott a társaival. Miután a Market Garden megbukott, a századdal Arnhem felé indultak. Később egy géppuskalövés következtében a lábán megsebesült. Kórházba szállították, és a következő hónapokat Angliában töltötte.
Webster 1945 februárjában kiengedték a kórházból, és újra csatlakozott az egységéhez.
Ott volt mikor az Easy század felfedezte a Kauferingi koncentrációs tábort.

## A háború után
Amikor 1945-ben visszatért az államokba, a The Wall Street Journal és a Los Angeles Daily News újságírója lett. Webster vitorlázni és horgászni kezdett, illetve oceanográfiát és tengerbiológiát tanult. Ezekben az években háborús emlékiratain dolgozott
Webster 1952-ben feleségül vette Barbara Jean Stoessell-t és három gyermeke született.
A cápák iránti érdeklődése arra késztette, hogy könyvet írjon a témában, ami Az emberevő mítosza: A cápa története címet viselte.

## Halála
1961. szeptember 9-én reggel Webster horgásztúrára indult egy 12 méteres vitorláson, azt tervezte, hogy délután visszatér, azonban ez soha nem történt meg.  Amikor nem tért vissza, a parti őrség kutatásba kezdett. Másnap kora reggel halászok megtalálták a csónakját öt mérföldnyire a parttól. Egy evező és egy kormányrúd hiányzott. Felesége a sajtónak elmondta, hogy Webster a hajójával cápa horgászatra indult és nem használt mentőövet. Halálakor műszaki íróként dolgozott a System Development vállalatnál.